# (1905) Амбарцумян
(1905) Амбарцумян — астероид из главного пояса. Назван в честь советского астронома и астрофизика XX века, Дважды Героя Социалистического Труда Виктора Амбарцумяна. Имеет небольшой наклон орбиты. Открыт 14 мая 1972 года.

## Сближения
| дата             | а. е.    | расстояний до Луны | небесное тело |
| ---------------- | -------- | ------------------ | ------------- |
| 02.11.2196 21:02 | 0,029076 | 11,3               | Геба          |